# نظریه میاسما

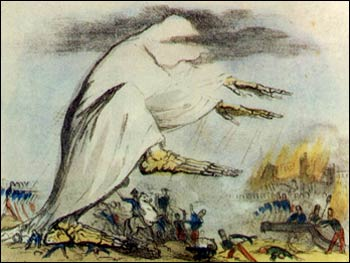
نگارهٔ ترسیمگر پخش اپیدمی بیماری وبا در اروپا، قرن ۱۹ که بر اساس نظریهٔ میاسما وبا به شکل بخاری مسموم ترسیم شده.

نظریه میاسما (به انگلیسی: miasma theory یا miasmatic theory) بیان می‌کرد که بیماری‌هایی مانند وبا، کلامیدیا یا طاعون سیاه (یک اپیدمی طاعون) توسط بخار یا دمه مسموم کننده‌ای به نام میاسما (Μίασμα، در یونان باستان به معنای: "آلودگی") به وجود آمده‌‏اند، میاسما گونهٔ مضری از "هوا" نامیده می‌شده که همچنین به عنوان "هوای شب" شناخته شده بوده‌است. بر اساس این نظریه منشأ بیماری همه‌گیر طاعون ناشی از بخار بدبوی نشأت گرفته از پوسیدن مواد آلی بوده‌است. نظریه میاسما سالها از دوران باستان در اروپا، هند، و چین نظریه‌ای پذیرفته شده بود. این نظریه در نهایت در قرن ۱۹ با کشف میکروب‌ها و بیان نظریه میکروب‌های بیماری‌زا به طور کامل رد گشت.
در واقع نظریۀ میاسما توسط بقراط در قرن چهارم قبل از میلاد ارائه شد و از دوران باستان در اروپا و چین پذیرفته شد. این نظریه در نهایت پس از سال ۱۸۸۰ توسط دانشمندان و پزشکان کنار گذاشته شد و با نظریۀ میکروب‌های بیماری‌زا جایگزین شد: میکروب های خاص، نه میاسما، باعث بیماری های خاص می‌شوند. با این حال، باورهای فرهنگی در مورد خلاص شدن از شر بو، پاکسازی زباله‌ها را در اولویت بالایی برای شهرها قرار دادند.